# Општина Туспан (Халиско)
Туспан (шп. Tuxpan) општина је у Мексику у савезној држави Халиско. Општина се налази на надморској висини од 1129 м.

## Становништво
Према подацима из 2010. у општини је живело 34182 становника.

### Хронологија
| Година       | 2000                  | 2005                  | 2010                  |
| ------------ | --------------------- | --------------------- | --------------------- |
| Становништво | 33162 (15908 / 17254) | 32462 (15496 / 16966) | 34182 (16442 / 17740) |

### Попис
| \| \| м \| \| \| ж \| \| 0—2 \| 949 \| \| \| 997 \| \| 3—5 \| 1.022 \| \| \| 966 \| \| 6—11 \| 1.944 \| \| \| 1.962 \| \| 12—14 \| 1.019 \| \| \| 1.009 \| \| 15—17 \| 1.044 \| \| \| 1.042 \| \| 18—24 \| 2.179 \| \| \| 2.405 \| \| 60+ \| 1.828 \| \| \| 2.044 \| \| Просек : \| 29,1 \| \| \| 30,0 \| |       |  |  |       |
| |       |  |  |       |
| | м     |  |  | ж     |
| 0—2 | 949   |  |  | 997   |
| 3—5 | 1.022 |  |  | 966   |
| 6—11 | 1.944 |  |  | 1.962 |
| 12—14 | 1.019 |  |  | 1.009 |
| 15—17 | 1.044 |  |  | 1.042 |
| 18—24 | 2.179 |  |  | 2.405 |
| 60+ | 1.828 |  |  | 2.044 |
| Просек : | 29,1  |  |  | 30,0  |

| #   | Индикатор                                                                                        | Вредност |
| --- | ------------------------------------------------------------------------------------------------ | -------- |
| 1   | Становништво од 0 до 2 године                                                                    | 1946     |
| 2   | Мушко становништво од 0 до 2 године                                                              | 949      |
| 3   | Женско становништво од 0 до 2 године                                                             | 997      |
| 4   | Становништво са 3 и више година                                                                  | 32210    |
| 5   | Мушко становништво са 3 и више година                                                            | 15479    |
| 6   | Женско становништво са 3 и више година                                                           | 16731    |
| 7   | Становништво са 5 и више година                                                                  | 30869    |
| 8   | Мушко становништво са 5 и више година                                                            | 14774    |
| 9   | Женско становништво са 5 и више година                                                           | 16095    |
| 10  | Становништво са 12 и више година                                                                 | 26316    |
| 11  | Мушко становништво са 12 и више година                                                           | 12513    |
| 12  | Женско становништво са 12 и више година                                                          | 13803    |
| 13  | Становништво са 15 и више година                                                                 | 24288    |
| 14  | Мушко становништво са 15 и више година                                                           | 11494    |
| 15  | Женско становништво са 15 и више година                                                          | 12794    |
| 16  | Становништво са 18 и више година                                                                 | 22202    |
| 17  | Мушко становништво са 18 и више година                                                           | 10450    |
| 18  | Женско становништво са 18 и више година                                                          | 11752    |
| 19  | Становништво од 3 до 5 година                                                                    | 1988     |
| 20  | Мушко становништво од 3 до 5 година                                                              | 1022     |
| 21  | Женско становништво од 3 до 5 година                                                             | 966      |
| 22  | Становништво од 6 до 11 година                                                                   | 3906     |
| 23  | Мушко становништво од 6 до 11 година                                                             | 1944     |
| 24  | Женско становништво од 6 до 11 година                                                            | 1962     |
| 25  | Становништво од 8 до 14 година                                                                   | 4647     |
| 26  | Мушко становништво од 8 до 14 година                                                             | 2298     |
| 27  | Женско становништво од 8 до 14 година                                                            | 2349     |
| 28  | Становништво од 12 до 14 година                                                                  | 2028     |
| 29  | Мушко становништво од 12 до 14 година                                                            | 1019     |
| 30  | Женско становништво од 12 до 14 година                                                           | 1009     |
| 31  | Становништво од 15 до 17 година                                                                  | 2086     |
| 32  | Мушко становништво од 15 до 17 година                                                            | 1044     |
| 33  | Женско становништво од 15 до 17 година                                                           | 1042     |
| 34  | Становништво од 18 до 24 године                                                                  | 4584     |
| 35  | Мушко становништво од 18 до 24 године                                                            | 2179     |
| 36  | Женско становништво од 18 до 24 године                                                           | 2405     |
| 37  | Женско становништво од 15 до 49 година                                                           | 9079     |
| 38  | Становништво са 60 и више година                                                                 | 3872     |
| 39  | Мушко становништво са 60 и више година                                                           | 1828     |
| 40  | Женско становништво са 60 и више година                                                          | 2044     |
| 41  | Однос између мушкараца и жена                                                                    | 92.68    |
| 42  | Становништво од нуле до 14 година                                                                | 9868     |
| 43  | Становништво од 15 до 64 године                                                                  | 21554    |
| 44  | Становништво од 65 година и више                                                                 | 2734     |
| 45  | Просечан број деце                                                                               | 2.59     |
| 46  | Становништво рођено у ентитету                                                                   | 32119    |
| 47  | Мушко становништво рођено у ентитету                                                             | 15413    |
| 48  | Женско становништво рођено у ентитету                                                            | 16706    |
| 49  | Становништво рођено у другом ентитету                                                            | 1666     |
| 50  | Мушко становништво рођено у другом ентитету                                                      | 812      |
| 51  | Женско становништво рођено у другом ентитету                                                     | 854      |
| 52  | Становништво од 5 година и више резидентно у ентитету у јуну 2005. године                        | 29696    |
| 53  | Мушко становништво старосног доба од 5 година и више, резидентно у ентитету у јуну 2005. године  | 14114    |
| 54  | Женско становништво старосног доба од 5 и више година, резидентно у ентитету у јуну 2005. године | 15582    |
| 55  | Становништво од 5 година и више које је живело у другом ентитету у јуну 2005. године             | 494      |
| 56  | Мушко становништво старије од 5 година које је живело у другом ентитету у јуну 2005. године      | 256      |
| 57  | Женско становништво старије од 5 година које је живело у другом ентитету у јуну 2005. године     | 238      |
| 58  | Становништво од 3 године и више које говори аутохтони језик                                      | 189      |
| 59  | Мушко становништво старо 3 године и више које говори аутохтони језик                             | 105      |
| 60  | Женско становништво старо 3 године и више које говори аутохтони језик                            | 84       |
| 61  | Становништво од 3 године и више које говори аутохтони језик и не говори шпански језик            | 3        |
| 62  | Мушко становништво старо 3 године и више које говори аутохтони језик и не говори шпански         | 2        |
| 63  | Женско становништво старо 3 године и више које говори аутохтони језик и не говори шпански језик  | 1        |
| 64  | Становништво старо 3 године и више које говори аутохтони језик и шпански                         | 108      |
| 65  | Мушко становништво старо 3 године и више које говори аутохтони језик и шпански                   | 62       |
| 66  | Женско становништво старо 3 године и више које говори аутохтони језик и шпански                  | 46       |
| 67  | Становништво од 5 година и више које говори аутохтони језик                                      | 187      |
| 68  | Становништво од 5 година и више које говори аутохтони језик и не говори шпански језик            | 2        |
| 69  | Становништво од 5 година и више које говори аутохтони језик и говори шпански језик               | 108      |
| 70  | Становништво у домородачким домаћинствима                                                        | 302      |
| 71  | Становништво са ограничењима у активностима                                                      | 1785     |
| 72  | Становништво са ограниченим ходањем или кретањем, горе или доле                                  | 1010     |
| 73  | Становници са ограничењима вида, чак и уз кориштење сочива                                       | 453      |
| 74  | Становништво са ограничењима говора, комуникације или конверзације                               | 105      |
| 75  | Становништво са ограниченим слухом                                                               | 186      |
| 76  | Становништво са ограничењима при одевању, купању или јелу                                        | 69       |
| 77  | Становништво са ограничењима у опажању или учењу једноставних ствари                             | 47       |
| 78  | Становништво са менталним ограничењима                                                           | 160      |
| 79  | Становништво без ограничења активности                                                           | 32157    |
| 80  | Становништво од 3 до 5 година које не похађа школу                                               | 988      |
| 81  | Мушко становништво од 3 до 5 година које не похађа школу                                         | 532      |
| 82  | Женско становништво од 3 до 5 година које не похађа школу                                        | 456      |
| 83  | Становништво од 6 до 11 година које не похађа школу                                              | 116      |
| 84  | Мушко становништво од 6 до 11 година које не похађа школу                                        | 59       |
| 85  | Женско становништво од 6 до 11 година које не похађа школу                                       | 57       |
| 86  | Становништво од 12 до 14 година које не похађа школу                                             | 154      |
| 87  | Мушко становништво од 12 до 14 година које не похађа школу                                       | 81       |
| 88  | Женско становништво од 12 до 14 година које не похађа школу                                      | 73       |
| 89  | Становништво од 15 до 17 година похађа школу                                                     | 1447     |
| 90  | Мушко становништво од 15 до 17 година похађа школу                                               | 714      |
| 91  | Женско становништво између 15 и 17 година живота у школи                                         | 733      |
| 92  | Становништво од 18 до 24 године похађа школу                                                     | 1273     |
| 93  | Мушко становништво од 18 до 24 године похађа школу                                               | 642      |
| 94  | Женско становништво од 18 до 24 године похађа школу                                              | 631      |
| 95  | Становништво од 8 до 14 година које не може да чита и пише                                       | 132      |
| 96  | Мушко становништво старосног доба од 8 до 14 година које не може да чита и пише                  | 72       |
| 97  | Женско становништво старосног доби од 8 до 14 година које не може да чита и пише                 | 60       |
| 98  | Становништво од 15 година и више које је неписмено                                               | 1471     |
| 99  | Мушко становништво од 15 година и више које је неписмено                                         | 617      |
| 100 | Женско становништво од 15 година и више које је неписмено                                        | 854      |
| 101 | Становништво старо 15 и више година без школовања                                                | 1529     |
| 102 | Мушко становништво старо 15 и више година без школовања                                          | 688      |
| 103 | Женско становништво старо 15 и више година без школовања                                         | 841      |
| 104 | Становништво старосног доба 15 и више година са непотпуним основним образовањем                  | 3755     |
| 105 | Мушко становништво старосног доба од 15 година и више са непотпуном основним образовањем         | 1653     |
| 106 | Женско становништво старосног доба 15 и више година са непотпуном основним образовањем           | 2102     |
| 107 | Становништво старо 15 и више година са комплетним основним образовањем                           | 4870     |
| 108 | Мушко становништво старо 15 година и више са комплетним основним образовањем                     | 2106     |
| 109 | Женско становништво старо 15 и више година са комплетним основним образовањем                    | 2764     |
| 110 | Становништво старосног доба 15 и више година са непотпуним средњим образовањем                   | 1045     |
| 111 | Мушко становништво старосног доба од 15 година и више са непотпуним средњим образовањем          | 560      |
| 112 | Женско становништво старосног доба од 15 година и више са непотпуним средњим образовањем         | 485      |
| 113 | Становништво старо 15 и више година са пуним секундарном образовањем                             | 5266     |
| 114 | Мушко становништво старосног доба од 15 година и више са пуним секундарном образовањем           | 2620     |
| 115 | Женско становништво старосног доба од 15 година и више са пуним секундарном образовањем          | 2646     |
| 116 | Становништво старије од 18 година са постосновним образовањем                                    | 6829     |
| 117 | Мушко становништво старије од 18 година са постосновним образовањем                              | 3377     |
| 118 | Женско становништво старије од 18 година са постосновним образовањем                             | 3452     |
| 119 | Просечна оцена школовања                                                                         | 8.11     |
| 120 | Просечан ниво образовања мушке популације                                                        | 8.33     |
| 121 | Просечан ниво образовања женског становништва                                                    | 7.91     |
| 122 | Економски активно становништво                                                                   | 13200    |
| 123 | Економски активна мушка популација                                                               | 8780     |
| 124 | Економски активна женска популација                                                              | 4420     |
| 125 | Становништво које није економски активно                                                         | 12882    |
| 126 | Мушко становништво које није економски активно                                                   | 3571     |
| 127 | Женско становништво које није економски активно                                                  | 9311     |
| 128 | Запослено становништво                                                                           | 12720    |
| 129 | Запослено мушко становништво                                                                     | 8389     |
| 130 | Запослено женско становништво                                                                    | 4331     |
| 131 | Незапослена популација                                                                           | 480      |
| 132 | Незапослена мушка популација                                                                     | 391      |
| 133 | Незапослена женска популација                                                                    | 89       |
| 134 | Становништво без права на здравствене услуге                                                     | 10490    |
| 135 | Становништво које има право на здравствене услуге                                                | 23531    |
| 136 | Становништво које има право на ИМСС                                                              | 11242    |
| 137 | Становништво које има право на социјално осигурање                                               | 1513     |
| 138 | Становништво које има право на државно социјално осигурање                                       | 11       |
| 139 | Становништво које има право на опште осигурање или здравствено осигурање за нову генерацију      | 10577    |
| 140 | Становништво које је било једном или није било у браку током 12 година и више                    | 9669     |
| 141 | Венчано или уједињено становништво од 12 година и више                                           | 14333    |
| 142 | Становништво које је било у браку или уједињено 12 година и више                                 | 2201     |
| 143 | Становништво са католичком религијом                                                             | 32622    |
| 144 | Протестанти, еванђелисти и библијски следбеници различити од еванђелиста                         | 1107     |
| 145 | Становништво са другим религијама различитим од претходних                                       | 8        |
| 146 | Становништво без религије                                                                        | 182      |
| 147 | Укупно пописаних домаћинства                                                                     | 8158     |
| 148 | Пописна домаћинства на челу са мушкарцима                                                        | 6050     |
| 149 | Пописна домаћинства на челу са женама                                                            | 2108     |
| 150 | Становништво у пописним домаћинствима                                                            | 34074    |
| 151 | Становништво у пописним домаћинствима на челу са мушкарцима                                      | 26168    |
| 152 | Становништво у пописним домаћинствима на челу са женама                                          | 7906     |
| 153 | Укупно домаћинстава                                                                              | 9786     |
| 154 | Укупно насељених домаћинстава                                                                    | 8165     |
| 155 | Укупно приватних кућа                                                                            | 9779     |
| 156 | Насељени приватни домови                                                                         | 8158     |
| 157 | Укупно насељених приватних кућа                                                                  | 8162     |
| 158 | Ненасељене приватне куће                                                                         | 1091     |
| 159 | Појединачна домаћинства за привремену употребу                                                   | 530      |
| 160 | Становници у насељеним приватним кућама                                                          | 34074    |
| 161 | Насељеност станара у приватним становима                                                         | 4.18     |
| 162 | Просечно становника по соби у приватним насељеним домаћинствима                                  | 1.15     |
| 163 | Појединачна домаћинства са подовима од различитих материјала од земље                            | 7354     |
| 164 | Појединачна домаћинства у приземљу                                                               | 769      |
| 165 | Појединачна домаћинства са једном спаваћом собом                                                 | 2410     |
| 166 | Појединачна домаћинства са две спаваће собе и више                                               | 5711     |
| 167 | Појединачна домаћинства са једним собом                                                          | 434      |
| 168 | Појединачна домаћинства са две собе                                                              | 1275     |
| 169 | Појединачна домаћинства са 3 собе и више                                                         | 6400     |
| 170 | Појединачна домаћинства која имају електрично светло                                             | 7964     |
| 171 | Појединачна домаћинства која немају електрично светло                                            | 164      |
| 172 | Појединачна домаћинства која имају водоводну воду у стамбеном простору                           | 7787     |
| 173 | Појединачна домаћинства која немају водоводну воду у стамбеном простору                          | 316      |
| 174 | Појединачна домаћинства која имају тоалет                                                        | 8026     |
| 175 | Појединачна домаћинства која имају канализацију                                                  | 7992     |
| 176 | Појединачна домаћинства која немају канализацију                                                 | 118      |
| 177 | Појединачна домаћинства која имају електрично светло, довод воде из јавне мреже и канализацију   | 7642     |
| 178 | Појединачна домаћинства без икаквих услова                                                       | 103      |
| 179 | Појединачна домаћинства која имају радио                                                         | 6631     |
| 180 | Појединачна домаћинства која имају телевизор                                                     | 7724     |
| 181 | Појединачна домаћинства која имају фрижидер                                                      | 7133     |
| 182 | Појединачна домаћинства која имају машину за веш                                                 | 5461     |
| 183 | Појединачна домаћинства која имају аутомобил или комби                                           | 3382     |
| 184 | Појединачна домаћинства која имају рачунар                                                       | 1910     |
| 185 | Појединачна домаћинства која имају фиксну телефонску линију                                      | 3330     |
| 186 | Појединачна домаћинства која имају мобилни телефон                                               | 5075     |
| 187 | Појединачна домаћинства која имају приступ интернету                                             | 1246     |